# Сетефонтане (Тренто)
Сетефонтане је насеље у Италији у округу Тренто, региону Трентино-Јужни Тирол.
Према процени из 2011. године у насељу је живело 33 становника. Насеље се налази на надморској висини од 183 m.